# Just a Dream
«Just a Dream» (англ. Лише сон) — четвертий сингл другого студійного альбому американської кантрі-співачки Керрі Андервуд — Carnival Ride. В США пісня вийшла 21 липня 2008. Пісня написана Горді Сампсоном, Стівом МакІваном та Гілларі Ліндсі; спродюсована Марком Брайтом. Прем'єра музичного відео відбулась 5 серпня 2008. Сингл отримав платинову сертифікацію від американської компанії RIAA.

## Зміст
Композиція «Just a Dream» є піснею середнього темпу, яка акомпанується акустичною гітарою, бас-гітарою, скрипками та ударною установою. Пісня розповідає про 18-річну дівчину, яка прямує до церкви у білій весільній сукні, що дає слухачам враженням, що вона йде на своє весілля. Проте протягом пісні розкривається, що насправді вона йде на поховання свого чоловіка-військового, який загинув під час військових дій; а її біла сукня обертається чорною. Під час поховання вона мріє про те, аби все, що відбувається навколо неї було «лише сном». В кінці дівчині вручається звернутий прапор.

## Рецензії
Пісня «Just a Dream» отримала позитивні рецензії від музичних критиків.
Мет Сі. із блогу кантрі-музики Engine 145 написав позитивну рецензію, кажучи, що ця пісня є одною із найкращих виконань Андервуд в альбомі і має «бомбардувальний вокал». Хоча він також вказав, що перший куплет написаний у занадто звивистому стилі, проте додав, що компенсацією цьому стало вокальне виконання Андервуд, яке зробило пісню життєздатною.
Кевін Джей. Койн із Country Universe також написав позитивну рецензію, коментуючи, що пісня «ілюструє, настільки проймаючим до кісток може бути вокал Андервуд, коли матеріал знаходиться на такому ж рівні, як і її талант.» Блог також поставив пісню на 14 місце у топі-40 найкращих кантрі-пісень 2008.
Журнал Billboard також дав пісні позитивну оцінку: «Четвертий сингл із подвійно платинового альбому Керрі Андервуд 'Carnival Ride' накреслює співачці нові території. Попердні сингли трималися схожої тематики змісту тесту пісень, контрастуючи між образом Андервуд, як дівчини-яка-живе-по-сусідству та надихаючими чи сімейно орієнтованими піснями… 'Just a Dream' доносить сердечну оповідну історію із Нашвілла, який зазвичай припасає пісні такого типу для кантрі-ветеранів типу Реби Макінтайр чи Мартіни Макбрайд. Андервуд переконливо подає історію молодої вдови військового, який загинув при активних діях, використовуючи відтінки її емоційного вокалу при передані злості та відчаю. Хоча по цей день предмет пісні є доволі чутливим, — особливо для пандитів, які махають національними прапорами — тема входить коріннями у реальну ситуацію. Додайте палке обожнювання слухачів Андервуд і ви отримаєте непохитну і негайну теплу реакцію до цієї прекрасно виконаної пісні.»

## Нагороди та номінації

### 52nd Grammy Awards
| Рік  | Номіновано     | Нагорода                              | Результат |
| ---- | -------------- | ------------------------------------- | --------- |
| 2010 | «Just a Dream» | Best Female Country Vocal Performance | Номінація |

### CMT Music Awards
| Рік  | Номіновано                | Нагорода                    | Результат |
| ---- | ------------------------- | --------------------------- | --------- |
| 2009 | «Just a Dream»            | Video of the Year           | Номінація |
| 2012 | «Just a Dream»/«Dream On» | CMT Performance of the Year | Номінація |

### 44th Academy of Country Music Awards
| Рік  | Номіновано     | Нагорода                | Результат |
| ---- | -------------- | ----------------------- | --------- |
| 2009 | «Just a Dream» | Music Video of the Year | Номінація |

### 2009 Country Universe Reader's Choice Awards
| Рік  | Номіновано     | Нагорода                | Результат |
| ---- | -------------- | ----------------------- | --------- |
| 2009 | «Just a Dream» | Music Video of the Year | Перемога  |
| 2009 | «Just a Dream» | Single of the Year      | Перемога  |

## Музичне відео

Андервуд біля труни свого чоловіка у відеокліпі

Музичне відео зрежисоване Романом Вайтом. Прем'єра музичного відео відбулась 5 серпня 2008.
Події відеокліпу відбуваються у 1965 році. Андервуд і її коханий-військовий сидять у кабріолеті Chevrolet Malibu 1965-року випуску та слухають пісню Едді Арнольда «Make the World Go Away», намагаючись не говорити про неминучість від'їзду чоловіка на війну. На початку відео Андервуд показується у білій весільній сукні, яка йде до вівтаря, аби одружитися зі своїм коханим. Проте пізніше її сукня починає темнішати і згодом стає чорною, оскільки в реаліях вона прямує до труни свого чоловіка. Відео показує події В'єтнамської війни.
У грудні 2008 відеокліп «Just a Dream» отримав звання Video of 2008 у топі-20 каналу CMT. Музичне відео також посіло друге місце у топі-50 музичних відео 2008 року за оцінками каналу GAC. Станом на травень 2018 музичне відео мало 75 мільйонів переглядів на відеохостингу YouTube.

## Список пісень
| #  | Назва          | Тривалість |
| -- | -------------- | ---------- |
| 1. | «Just a Dream» | 4:44       |

## Чарти
Пісня потрапила на 96 місце чарту Billboard Pop 100, але вийшла із чартування вже наступного тижня. Через тиждень після офіційного релізу сингл посів 45 місце чарту Hot Country Songs. На тижні від 23 серпня 2008 пісня зайняла 98 місце чарту Billboard Hot 100, і через певний час досягла 29-ї позиції. Сингл дебютував на 33 місце канадського чарту Canadian Country Singles і швидко досяг 2 місця. На тижні від 8 листопада 2008 сингл досяг першого місця кантрі-чарту США.
Сингл «Just a Dream» став 7-м синглом Андервуд, який увійшов на топове місце чарту Hot Country Songs.
Тижневі чарти
| Чарт (2007)                              | Місце |
| ---------------------------------------- | ----- |
| U.S. Billboard Pop 100                   | 96    |
| Чарт (2008)                              | Місце |
| Canadian Hot 100                         | 50    |
| Canadian Radio & Records Country Singles | 2     |
| U.S. Billboard Hot Country Songs         | 1     |
| U.S. Billboard Hot 100                   | 29    |

Річні чарти
| Чарт (2008)                      | Місце |
| -------------------------------- | ----- |
| U.S. Billboard Hot Country Songs | 16    |

## Продажі
| Країна     | Сертифікація (таблиця продажів та сертифікатів) | Продажі    |
| ---------- | ----------------------------------------------- | ---------- |
| США (RIAA) | Платина                                         | +1,280,000 |

## Історія релізів
| Країна   | Дата          | Формат  | Лейбл            |
| -------- | ------------- | ------- | ---------------- |
| США      | 21 липня 2008 | Airplay | Arista Nashville |
| Канада   | 21 липня 2008 | Airplay | Sony Music       |
| Британія | 21 липня 2008 | Airplay | Sony Music       |